# Danh sách vô địch đơn nữ Úc Mở rộng
Dưới đây là danh sách các vận động viên quần vợt đoạt chức vô địch nội dung đơn nữ giải Úc Mở rộng.
| Năm       | Vô địch                                        | Hạng nhì                                       | Tỷ số                                          |
| 1922      | Margaret Molesworth                            | Esna Boyd Robertson                            | 6-3, 10-8                                      |
| 1923      | Margaret Molesworth                            | Esna Boyd Robertson                            | 6-1, 7-5                                       |
| 1924      | Sylvia Lance Harper                            | Esna Boyd Robertson                            | 6-3, 3-6, 8-6                                  |
| 1925      | Daphne Akhurst Cozens                          | Esna Boyd Robertson                            | 1-6, 8-6, 6-4                                  |
| 1926      | Daphne Akhurst Cozens                          | Esna Boyd Robertson                            | 6-1, 6-3                                       |
| 1927      | Esna Boyd Robertson                            | Sylvia Lance Harper                            | 5-7, 6-1, 6-2                                  |
| 1928      | Daphne Akhurst Cozens                          | Esna Boyd Robertson                            | 7-5, 6-2                                       |
| 1929      | Daphne Akhurst Cozens                          | Louise Bickerton                               | 6-1, 5-7, 6-2                                  |
| 1930      | Daphne Akhurst Cozens                          | Sylvia Lance Harper                            | 10-8, 2-6, 7-5                                 |
| 1931      | Coral McInnes Buttsworth                       | Marjorie Cox Crawford                          | 1-6, 6-3, 6-4                                  |
| 1932      | Coral McInnes Buttsworth                       | Kathrine Le Mesurier                           | 9-7, 6-4                                       |
| 1933      | Joan Hartigan Bathurst                         | Coral McInnes Buttsworth                       | 6-4, 6-3                                       |
| 1934      | Joan Hartigan Bathurst                         | Margaret Molesworth                            | 6-1, 6-4                                       |
| 1935      | Dorothy Round Little                           | Nancy Lyle                                     | 1-6, 6-1, 6-3                                  |
| 1936      | Joan Hartigan Bathurst                         | Nancye Wynne Bolton                            | 6-4, 6-4                                       |
| 1937      | Nancye Wynne Bolton                            | Emily Hood Westacott                           | 6-3, 5-7, 6-4                                  |
| 1938      | Dorothy Bundy Cheney                           | Dorothy Stevenson                              | 6-3, 6-2                                       |
| 1939      | Emily Hood Westacott                           | Nell Hall Hopman                               | 6-1, 6-2                                       |
| 1940      | Nancye Wynne Bolton                            | Thelma Coyne Long                              | 5-7, 6-4, 6-0                                  |
| 1941-1946 | Không tổ chức Chiến tranh thế giới lần thứ hai | Không tổ chức Chiến tranh thế giới lần thứ hai | Không tổ chức Chiến tranh thế giới lần thứ hai |
| 1946      | Nancye Wynne Bolton                            | Joyce Fitch                                    | 6-4, 6-4                                       |
| 1947      | Nancye Wynne Bolton                            | Nell Hall Hopman                               | 6-3, 6-2                                       |
| 1948      | Nancye Wynne Bolton                            | Marie Toomey                                   | 6-3, 6-1                                       |
| 1949      | Doris Hart                                     | Nancye Wynne Bolton                            | 6-3, 6-4                                       |
| 1950      | Louise Brough Clapp                            | Doris Hart                                     | 6-4, 3-6, 6-4                                  |
| 1951      | Nancye Wynne Bolton                            | Thelma Coyne Long                              | 6-1, 7-5                                       |
| 1952      | Thelma Coyne Long                              | Helen Angwin                                   | 6-2, 6-3                                       |
| 1953      | Maureen Connolly Brinker                       | Julie Sampson                                  | 6-3, 6-2                                       |
| 1954      | Thelma Coyne Long                              | Jenny Staley                                   | 6-3, 6-4                                       |
| 1955      | Beryl Penrose                                  | Thelma Coyne Long                              | 6-4, 6-3                                       |
| 1956      | Mary Carter Reitano                            | Thelma Coyne Long                              | 3-6, 6-2, 9-7                                  |
| 1957      | Shirley Fry Irvin                              | Althea Gibson                                  | 6-3, 6-4                                       |
| 1958      | Angela Mortimer Barrett                        | Lorraine Coghlan Robinson                      | 6-3, 6-4                                       |
| 1959      | Mary Carter Reitano                            | Renee Schuurman Haygarth                       | 6-2, 6-3                                       |
| 1960      | Margaret Smith Court                           | Jan Lehane O'Neill                             | 7-5, 6-2                                       |
| 1961      | Margaret Smith Court                           | Jan Lehane O'Neill                             | 6-1, 6-4                                       |
| 1962      | Margaret Smith Court                           | Jan Lehane O'Neill                             | 6-0, 6-2                                       |
| 1963      | Margaret Smith Court                           | Jan Lehane O'Neill                             | 6-2, 6-2                                       |
| 1964      | Margaret Smith Court                           | Lesley Turner Bowrey                           | 6-3, 6-2                                       |
| 1965      | Margaret Smith Court                           | Maria Bueno                                    | 5-7, 6-4, 5-2 bỏ cuộc                          |
| 1966      | Margaret Smith Court                           | Nancy Richey Gunter                            | walkover                                       |
| 1967      | Nancy Richey Gunter                            | Lesley Turner Bowrey                           | 6-1, 6-4                                       |
| 1968      | Billie Jean King                               | Margaret Smith Court                           | 6-1, 6-2                                       |
| 1969      | Margaret Smith Court                           | Billie Jean King                               | 6-4, 6-1                                       |
| 1970      | Margaret Smith Court                           | Kerry Melville Reid                            | 6-1, 6-3                                       |
| 1971      | Margaret Smith Court                           | Evonne Goolagong Cawley                        | 2-6, 7-6, 7-5                                  |
| 1972      | Virginia Wade                                  | Evonne Goolagong Cawley                        | 6-4, 6-4                                       |
| 1973      | Margaret Smith Court                           | Evonne Goolagong Cawley                        | 6-4, 7-5                                       |
| 1974      | Evonne Goolagong Cawley                        | Chris Evert                                    | 7-6, 4-6, 6-0                                  |
| 1975      | Evonne Goolagong Cawley                        | Martina Navrátilová                            | 6-3, 6-2                                       |
| 1976      | Evonne Goolagong Cawley                        | Renáta Tomanová                                | 6-2, 6-2                                       |
| 1977      | Kerry Melville Reid                            | Dianne Fromholtz Balestrat                     | 7-5, 6-2 (January)                             |
| 1977      | Evonne Goolagong Cawley                        | Helen Gourlay Cawley                           | 6-3, 6-0 (December)                            |
| 1978      | Christine O'Neil                               | Betsy Nagelsen                                 | 6-3, 7-6                                       |
| 1979      | Barbara Jordan                                 | Sharon Walsh                                   | 6-3, 6-3                                       |
| 1980      | Hana Mandlíková                                | Wendy Turnbull                                 | 6-0, 7-5                                       |
| 1981      | Martina Navrátilová                            | Chris Evert                                    | 6-7, 6-4, 7-5                                  |
| 1982      | Chris Evert                                    | Martina Navrátilová                            | 6-3, 2-6, 6-3                                  |
| 1983      | Martina Navrátilová                            | Kathy Jordan                                   | 6-2, 7-6                                       |
| 1984      | Chris Evert                                    | Helena Suková                                  | 6-7, 6-1, 6-3                                  |
| 1985      | Martina Navrátilová                            | Chris Evert                                    | 6-2, 4-6, 6-2                                  |
| 1986      | Không tổ chức vì đổi lịch                      | Không tổ chức vì đổi lịch                      | Không tổ chức vì đổi lịch                      |
| 1987      | Hana Mandlíková                                | Martina Navrátilová                            | 7-5, 7-6(1)                                    |
| 1988      | Steffi Graf                                    | Chris Evert                                    | 6-1, 7-6(3)                                    |
| 1989      | Steffi Graf                                    | Helena Suková                                  | 6-4, 6-4                                       |
| 1990      | Steffi Graf                                    | Mary Joe Fernández                             | 6-3, 6-4                                       |
| 1991      | Monica Seleš                                   | Jana Novotná                                   | 5-7, 6-3, 6-1                                  |
| 1992      | Monica Seleš                                   | Mary Joe Fernández                             | 6-2, 6-3                                       |
| 1993      | Monica Seleš                                   | Steffi Graf                                    | 4-6, 6-3, 6-2                                  |
| 1994      | Steffi Graf                                    | Arantxa Sánchez Vicario                        | 6-0, 6-2                                       |
| 1995      | Mary Pierce                                    | Arantxa Sánchez Vicario                        | 6-3, 6-2                                       |
| 1996      | Monica Seleš                                   | Anke Huber                                     | 6-4, 6-1                                       |
| 1997      | Martina Hingis                                 | Mary Pierce                                    | 6-2, 6-2                                       |
| 1998      | Martina Hingis                                 | Conchita Martínez                              | 6-3, 6-3                                       |
| 1999      | Martina Hingis                                 | Amélie Mauresmo                                | 6-2, 6-3                                       |
| 2000      | Lindsay Davenport                              | Martina Hingis                                 | 6-1, 7-5                                       |
| 2001      | Jennifer Capriati                              | Martina Hingis                                 | 6-4, 6-3                                       |
| 2002      | Jennifer Capriati                              | Martina Hingis                                 | 4-6, 7-6(7), 6-2                               |
| 2003      | Serena Williams                                | Venus Williams                                 | 7–6(4), 3–6, 6–4                               |
| 2004      | Justine Henin-Hardenne                         | Kim Clijsters                                  | 6–3, 4–6, 6–3                                  |
| 2005      | Serena Williams                                | Lindsay Davenport                              | 2–6, 6–3, 6–0                                  |
| 2006      | Amelie Mauresmo                                | Justine Henin-Hardenne                         | 6–1, 2–0 bỏ cuộc                               |
| 2007      | Serena Williams                                | Maria Sharapova                                | 6–1, 6–2                                       |
| 2008      | Maria Sharapova                                | Ana Ivanović                                   | 7–5, 6–3                                       |
| 2009      | Serena Williams                                | Dinara Safina                                  | 6–0, 6–3                                       |
| 2010      | Serena Williams                                | Justine Henin                                  | 6–4, 3–6, 6–2                                  |
| 2011      | Kim Clijsters                                  | Lý Na                                          | 3–6, 6–3, 6–3                                  |
| 2012      | Victoria Azarenka                              | Maria Sharapova                                | 6–3, 6–0                                       |
| 2013      | Victoria Azarenka                              | Lý Na                                          | 4–6, 6–4, 6-3                                  |
| 2014      | Lý Na                                          | Dominika Cibulková                             | 7–63, 6–0                                      |
| 2015      | Serena Williams                                | Maria Sharapova                                | 6–3, 7–5                                       |
| 2016      | Angelique Kerber                               | Serena Williams                                | 6–4, 3–6, 6–4                                  |
| 2017      | Serena Williams                                | Venus Williams                                 | 6–4, 6–4                                       |
| 2018      | Caroline Wozniacki                             | Simona Halep                                   | 7–6(7–2), 3–6, 6–4                             |
| 2019      | Naomi Osaka                                    | Petra Kvitová                                  | 7–6(7–2), 5–7, 6–4                             |
| 2020      | Sofia Kenin                                    | Garbiñe Muguruza                               | 4–6, 6–2, 6–2                                  |
| 2021      | Naomi Osaka                                    | Jennifer Brady                                 | 6–4, 6–3                                       |
| 2022      | Ashleigh Barty                                 | Danielle Collins                               | 6–3, 7–6(7–2)                                  |
| 2023      | Aryna Sabalenka                                | Elena Rybakina                                 | 4–6, 6–3, 6–4                                  |
| 2024      | Aryna Sabalenka                                | Trịnh Khâm Văn                                 | 6–3, 6–2                                       |
| 2025      | Madison Keys                                   | Aryna Sabalenka                                | 6–3, 2–6, 7–5                                  |